# Старооскольский зоопарк
Старооскольский зоопарк — муниципальное автономное учреждение культуры «Старооскольский зоопарк», открыто по инициативе администрации города Старый Оскол Белгородской области. Площадь зоопарка составляет около 19 гектаров, в зоопарке содержится более 1500 птиц и 470 животных. Зоопарк сотрудничает с другими парками мира и России.

## Посещение
Посетителям разрешается кормить животных, корм приобретается только на территории зоопарка. Есть прогулка на пони по территории зоопарка. Работает ежедневно. Ежегодно в тёплый сезон зоопарк посещают десять тысяч человек.

## Террариум, животные и птицы
Зоопарк имеет свой террариум.
В экспозициях содержатся тигры, львы, шриланкийские леопарды, пумы, африканские носороги и зебры, каракалы, сервалы, несколько видов медведей, несколько видов обезьян, пятнистые олени, зубры, яки, верблюды, дикобразы и другие животные. В зоопарке получены потомства пум, рысей, пятнистых оленей и львов.
В зоопарке содержатся 1500 птиц, более 40 видов фазанов, разные виды павлинов, аистов, страусов и других птиц.

## История
Зоопарк был открыт в сентябре 2008 года. Экспозиции, расположенные рядом с рекой, лесом и склонами холмов, занимают около 9 гектаров. В 2013 году Старооскольский зоопарк вошел в Евро-Азиатскую ассоциацию зоопарков. В 2013 году в зоопарке было около 80 видов животных.
В 2019 году запланировано соединить зоопарк с парком аттракционов в мультипарк.
По состоянию на 2020 год в зоопарке содержится более 400 особей животных более 80 видов и более 1 500 птиц с шести континентов планеты. .